# Tiago Monteiro
Tiago Vagaroso da Costa Monteiro (Oporto, 24 juli 1976) is een Portugees Formule 1-coureur die in 2005 reed voor het Jordan-team. Sinds 2007 rijdt hij mee in het WTCC, eerst voor Seat en later voor Honda.

## Vroege jaren
Monteiro werd door zijn vader aangemoedigd te racen. Hij deed mee aan de Franse Porsche Carrera Cup in 1997. Hij won vijfmaal en had vijfmaal de pole-position, en werd zo kampioen van de B-klasse en "beginner van het jaar".
In 1998 startte hij in het Franse Formule 3 kampioenschap, en werd 12e in het algemeen klassement, en kreeg opnieuw de beginner van het jaar-prijs. In zijn tweede jaar in de Formule 3 werd hij derde in het algemeen klassement, en hij deed mee aan de grote race 24 uur van Le Mans, waarbij hij uiteindelijk een zestiende plaats innam, en hij werd zesde in de GT2 klasse. In 2000, werd Monteiro uiteindelijk tweede in het algemeen klassement van de Franse F3, hij won vier races tijdens het seizoen. Daarnaast deed hij mee aan en won prijzen in een aantal andere evenementen zoals de Korea Super Prix en de Macau Grand Prix. In 2002 werd hij opnieuw 2e in het algemeen klassement in de Franse F3 kampioenschappen, en deed hij succesvol mee aan de Franse GT kampioenschappen.
In 2002 schoof hij door naar het Formule 3000 Internationaal kampioenschap met het Super Nova Racing-team en hij werd uiteindelijk 12e in het klassement. Hij voltooide ook het Renault F1 Driver Development Scheme en reed voor het eerst in een Formule 1-wagen, die van Renault op het Circuit de Catalunya (Barcelona).
In 2003 werd hij aangenomen in het team van Fittipaldi Dingman Racing voor de Champ Car World Series, waar hij een pole-positie veroverde in Mexico-Stad en hij leidde twee races. Hij werd uiteindelijk 15e in het kampioenschap. Monteiro werd officieel aangenomen als een Minardi testrijder voor het seizoen in 2004, maar deed ook mee aan de Formule Nissan wedstrijden met Carlin Motorsport. Hij werd Beginner van het jaar nadat hij tweede werd in het kampioenschap.

## Formule 1-carrière
Nadat de Midland Group van Monteiro voormalige teambaas Colin Kolles Jordan had gekocht werd Monteiro de fulltime coureur naast de Indiër Narain Karthikeyan. Tijdens de Grand Prix van de Verenigde Staten in Indianapolis in 2005 veroverde hij zijn eerste podiumfinish. Vanwege het terugtrekken van de teams gebruikmakend van Michelin banden, kwamen uitsluitend de Bridgestone-teams Ferrari, Jordan en Minardi in actie. Monteiro werd derde in een groep van zes overgebleven coureurs. Aan het eind van het seizoen 2006 werd Midland zelf overgenomen door Spyker en reed Monteiro het seizoen uit voor het team, waarna zijn contract niet verlengd werd.

### Resultaten
| Jaar | Inschrijving      | Chassis      | Motor      | 1      | 2      | 3       | 4      | 5      | 6      | 7      | 8      | 9      | 10      | 11      | 12      | 13     | 14      | 15      | 16      | 17      | 18     | 19     | Pos | Punten |
| ---- | ----------------- | ------------ | ---------- | ------ | ------ | ------- | ------ | ------ | ------ | ------ | ------ | ------ | ------- | ------- | ------- | ------ | ------- | ------- | ------- | ------- | ------ | ------ | --- | ------ |
| 2005 | Jordan Grand Prix | Jordan EJ15  | Toyota V10 | AUS 16 | MAL 12 | BHR 10  | SMR 13 | ESP 12 | MON 13 | EUR 15 | CAN 10 | USA 3  | FRA 13  | GBR 17  | GER 17  | HON 13 | TUR 15  |         |         |         |        |        | 16e | 7      |
| 2005 | Jordan Grand Prix | Jordan EJ15B | Toyota V10 |        |        |         |        |        |        |        |        |        |         |         |         |        |         | ITA 17  | BEL 8   | BRA Ret | JPN 13 | CHN 11 | 16e | 7      |
| 2006 | MF1 Racing        | Midland M16  | Toyota V8  | BHR 17 | MAL 13 | AUS Ret | SMR 16 | EUR 12 | SPA 16 | MON 15 | GBR 16 | CAN 14 | USA Ret | FRA Ret | GER DSQ | HON 9  | TUR Ret |         |         |         |        |        | 21e | 0      |
| 2006 | Spyker MF1 Team   | Midland M16  | Toyota V8  |        |        |         |        |        |        |        |        |        |         |         |         |        |         | ITA Ret | CHN Ret | JPN 16  | BRA 15 |        | 21e | 0      |

## WTCC

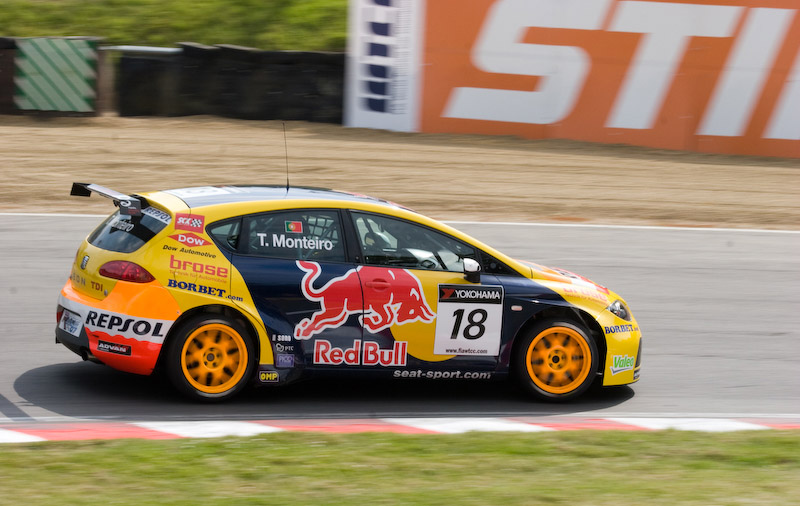
Monteiro in de Seat tijdens een WTCC-race op Brands Hatch, 2009

Na zijn Formule 1 carrière, ging Monteiro aan de slag in het WTCC voor het fabrieksteam van Seat.

### Resultaten
| Jaar | Team       | Auto          | 1   | 1   | 2   | 2   | 3   | 3   | 4   | 4   | 5   | 5   | 6   | 6   | 7   | 7   | 8   | 8   | 9   | 9   | 10  | 10  | 11  | 11  | 12  | 12  | Pos | Punten |
| 2007 | SEAT Sport | SEAT León     | BRA | BRA | NED | NED | ESP | ESP | FRA | FRA | CZE | CZE | POR | POR | SWE | SWE | GER | GER | GBR | GBR | ITA | ITA | MAC | MAC |     |     | 11e | 38     |
| ---- | ---------- | ------------- | --- | --- | --- | --- | --- | --- | --- | --- | --- | --- | --- | --- | --- | --- | --- | --- | --- | --- | --- | --- | --- | --- | --- | --- | --- | ------ |
| 2007 | SEAT Sport | SEAT León     |     |     | 4   | 9   | DNF | 12  | 3   | 3   | 13  | 9   | 15  | 13  | 2   | 6   | 10  | 8   | 21  | 11  | DNF | 8   | 6   | 4   |     |     | 11e | 38     |
| 2008 | SEAT Sport | SEAT León TDI | BRA | BRA | MEX | MEX | ESP | ESP | FRA | FRA | CZE | CZE | POR | POR | GBR | GBR | GER | GER | EUR | EUR | ITA | ITA | JPN | JPN | MAC | MAC | 12e | 43     |
| 2008 | SEAT Sport | SEAT León TDI | 17  | 13  | 7   | 1   | 18  | DNF | 13  | 10  | 12  | 10  | 7   | 1   | 16  | 15  | 4   | DNF | 13  | 11  | 4   | 6   | 5   | 7   | 11  | DNF | 12e | 43     |
| 2009 | SEAT Sport | SEAT León TDI | BRA | BRA | MEX | MEX | MAR | MAR | FRA | FRA | ESP | ESP | CZE | CZE | POR | POR | GBR | GBR | GER | GER | ITA | ITA | JPN | JPN | MAC | MAC | 9e  | 44     |
| 2009 | SEAT Sport | SEAT León TDI | 16  | 12  | 11  | DNF | 5   | DSQ | 14  | 11  | 2   | 8   | 6   | 3   | 4   | 5   | 7   | 8   | 19  | 12  | DNF | 23  | 7   | DNF | 6   | 4   | 9e  | 44     |
| 2010 | SR-Sport   | SEAT León TDI | BRA | BRA | MAR | MAR | ITA | ITA | BEL | BEL | POR | POR | GBR | GBR | CZE | CZE | GER | GER | ESP | ESP | JPN | JPN | MAC | MAC |     |     | 5e  | 177    |
| 2010 | SR-Sport   | SEAT León TDI | 11  | 7   | 3   | 4   | 9   | 7   | 4   | 3   | 1   | 7   | 8   | Ret | 9   | 6   | 5   | 15  | 6   | 1   | Ret | Ret | 3   | 8   |     |     | 5e  | 177    |